# 勞丘阿河

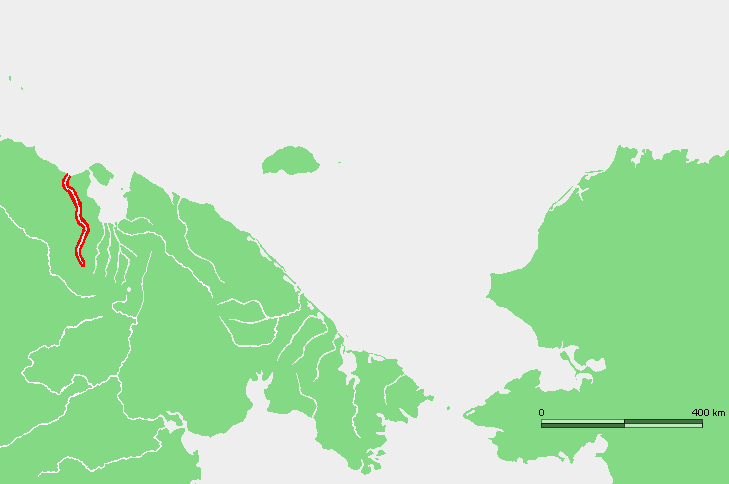

勞丘阿河是俄羅斯的河流，由楚科奇自治區負責管轄，河道全長323公里，流域面積15,400平方公里，河水主要來自雨水和融雪，最終注入東西伯利亞海，每年十月至翌年五月結冰。 

## 外部連結
- River description & location[永久]
- Mammoths
- Tourism and environmentPDF（571 KB）

68°30′N 168°15′E / 68.500°N 168.250°E